# Clubul Sportiv Municipal București 2015-2016 (pallavolo femminile)
Questa voce raccoglie le informazioni riguardanti il Clubul Sportiv Municipal București nelle competizioni ufficiali della stagione 2015-2016.

## Organigramma societario
Area direttiva
- Presidente: Alexandru Grigoriu

Area organizzativa
- General manager: Eugen Banciu

Area tecnica
- Allenatore: François Salvagni
- Allenatore in seconda: Marius Măcicășan, Francesco Cadeddu

## Rosa
| N° | Nome               | Ruolo | Data di nascita  | Nazionalità sportiva |
| -- | ------------------ | ----- | ---------------- | -------------------- |
| 1  | Florentina Ivanciu | S/O   | 1º dicembre 1993 | Romania              |
| 3  | Roxana Bacșiș      | S/O   | 19 agosto 1988   | Romania              |
| 4  | Diana Tătaru       | P     | 19 aprile 1988   | Romania              |
| 5  | Mihaela Ozun       | L     | 8 novembre 1992  | Romania              |
| 6  | Jasna Majstorović  | S     | 23 aprile 1984   | Serbia               |
| 8  | Adina Roşca        | S/O   | 3 giugno 1996    | Romania              |
| 10 | Giulia Pincerato   | P     | 16 marzo 1987    | Italia               |
| 11 | Diana Cărbuneanu   | S     | 23 agosto 1995   | Romania              |
| 12 | Georgiana Faleş    | C     | 4 febbraio 1986  | Romania              |
| 13 | Marija Karakaševa  | S     | 27 ottobre 1988  | Bulgaria             |
| 15 | Laura Pihlajamäki  | C     | 15 agosto 1990   | Finlandia            |
| 16 | Jole Ruzzini       | L     | 25 febbraio 1984 | Italia               |
| 18 | Tamara Sušić       | C     | 28 novembre 1990 | Croazia              |